# Línea 168 (Montevideo)
La línea 168 fue una línea urbana de Montevideo que unía la Ciudad Vieja con la Intersección del Camino al Paso del Andaluz y el Camino Paso de la Española.

## Características
Fue creada en 1930 con la denominación de Línea I, uniendo desde sus inicios Montevideo y Manga. En 1937 con la conformación de la Compañía Uruguaya de Transporte Colectivo recibe la denominación de línea 168. En 2008 con la implementación del Sistema de Transporte Metropolitano se resuelve extender su  recorrido hacia la ciudad de Suárez, por lo cual es convertida en una línea suburbana, la hoy línea 268. 

## Recorridos
| Ida - Juan Lindolfo Cuestas - Buenos Aires - Liniers - San José - Andes - Mercedes - Avenida General Rondeau - Avenida del Libertador - Avenida de las Leyes - Avenida General Flores - Avenida José Belloni - Camino Repetto - Camino al Paso de la Española - Terminal Andaluz | Vuelta - Camino Paso de la Española - Camino Repetto - Avenida José Belloni - Avenida General Flores - Avenida de las Leyes - Avenida del Libertador - La Paz - Avenida General Rondeau - Avenida del Libertador - Avenida Uruguay - Juncal - Cerrito - Continúa sin espera... |